# Marijke Jansen
Marijke Jansen (L'Aia, 12 novembre 1944) è un'ex tennista olandese.
È conosciuta anche come Marijke Schaar.

## Carriera
In carriera ha raggiunto una finale nel singolare allo Swedish Open nel 1974. Nei tornei del Grande Slam ha ottenuto il suo miglior risultato raggiungendo le semifinali nel singolare all'Open di Francia nel 1971.
In Fed Cup ha disputato un totale di 32 partite, ottenendo 17 vittorie e 15 sconfitte.

## Statistiche

### Singolare

#### Finali perse (1)
| Numero | Anno           | Torneo               | Superficie | Avversaria in finale | Punteggio |
| 1.     | 14 luglio 1974 | Swedish Open, Båstad |            | Sue Barker           | 1-6, 5-7  |